# Аматике
Бу́хта Амати́ке (исп. Bahía de Amatique) — крупный залив Карибского моря. Расположен вдоль восточного побережья Гватемалы и в Белизе.

## География
Бухта находится в Гондурасском заливе, простирается от Санто-Томас-де-Кастилья (Гватемала) на юге до Пунта-Горда (Белиз) на севере, где он выходит в Карибское море. Юго-восточные границы бухты обозначены небольшим полуостровом Пунта-де-Манабик.
Большая часть залива является частью Гватемалы, а северо-западная часть — Белиза. Залив получает сток с трёх основных рек: Мохо в Белизе, Сарстун, образующей границу между Белизом и Гватемалой, и Рио-Дульсе в Гватемале. Основными портами в бухте являются Пуэрто-Барриос, Санто-Томас-де-Кастилья и Ливингстон со стороны Гватемалы и Пунта-Горда в Белизе.